# Loms stavkyrka
Loms stavkyrka är en stavkyrka i Loms kommun i Innlandet fylke i Norge från slutet av 1100-talet som används som församlingskyrka. Timret är  dendrokronologiskt daterat till 1157/1158.
Kyrkan har byggts om och utvidgats flera gånger och på 1600-talet fick den sitt nuvarande utseende. Skeppet  utökades mot väster år 1634 och 1664 byggdes ett tvärskepp. Byggmästare var Werner Olsen Skurdal från Nes i Ringsaker, som också har byggt Vågå kyrka och byggt om Ringebu stavkyrka. De tidigare loftgångarna revs och kyrkan fick större fönster.

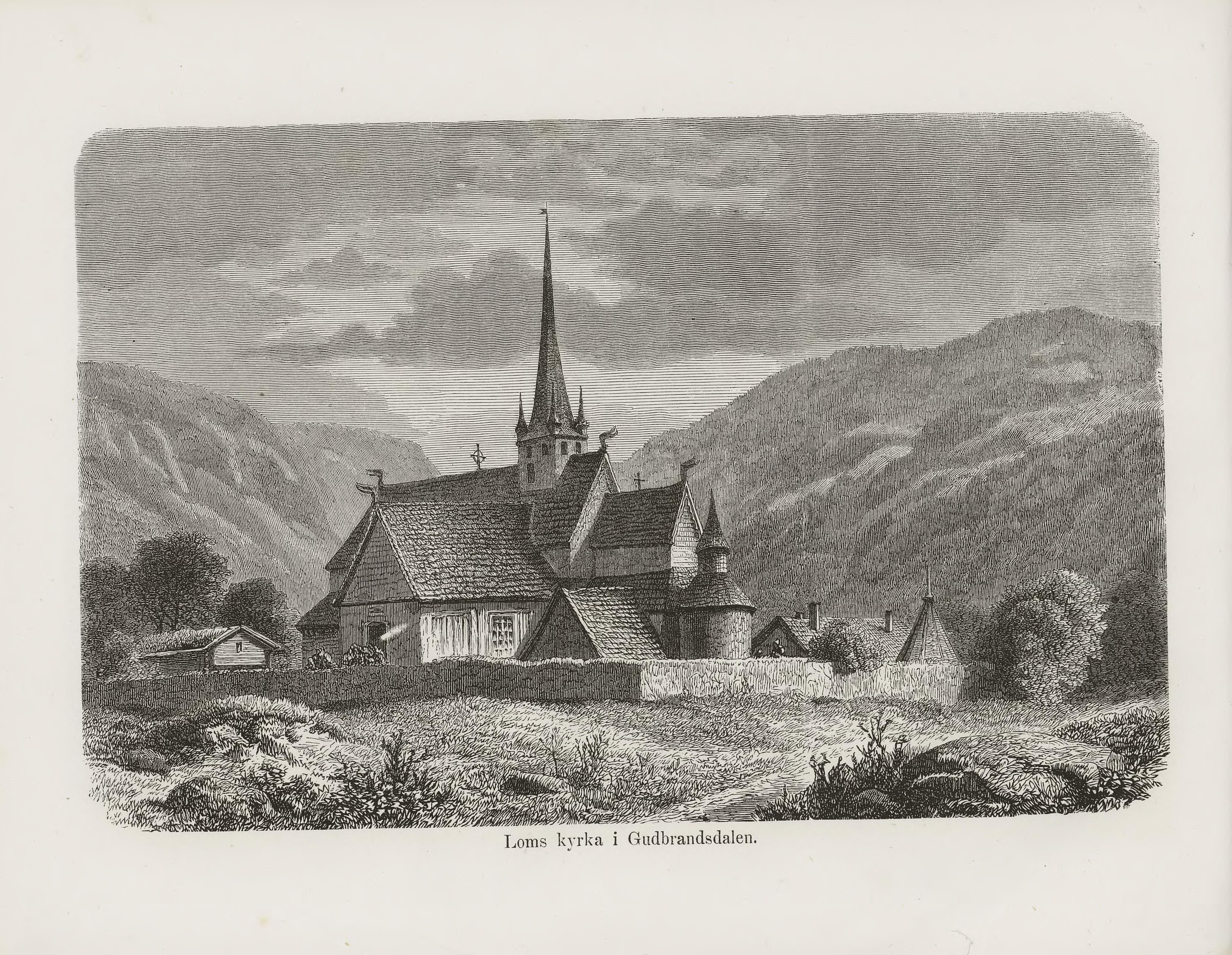
Lom kyrka från Nordiska Taflor, 1865.

Vid arkeologiska utgrävningar år 1973 i samband med isolering av kyrkan fann man mer än 2 000 mynt och flera gravar från 1600- och 1700-talet samt spår av äldre gravar under kyrkgolvet.
Tre portaler med medeltida utskärningar har bevarats. Predikstolen från 1669 fick akantusutskärningar och en baldakin år 1793 av Jakup Sæterdalen som också har snidat en ny korbåge. Koret har takmålningar som utförts av en okänd konstnär 1608 och altartavlan har renässansmotiv från 1669.
Kyrkans första orgel donerades 1909 av personer från trakten som hade utvandrat till Amerika. När den byttes ut 1996 behöll man den utskurna fronten med text om gåvan.
Det finns tre klockor i klocktornet från 1664 men endast den minsta används idag.